# Pars basilaris

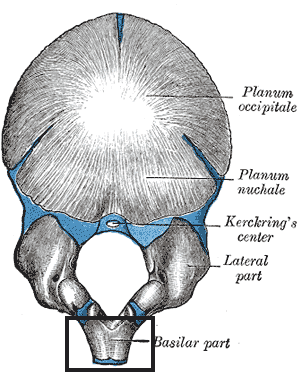
Pars basilaris (längst ned)

Pars basilaris är en del av nackbenet som sträcker sig från stora nackhålet och har formen av en fyrhörning framifrån. Vid ung ålder har området en ojämn yta men ossifieras fram till ungefär tjugofem års ålder.